# Mont-sur-Rolle
Mont-sur-Rolle é uma comuna da Suíça, situada no distrito de Nyon, no cantão de Vaud. Tem 3,89 km² de área e sua população em 2018 foi estimada em 2.654 habitantes.